# Literatura en manés

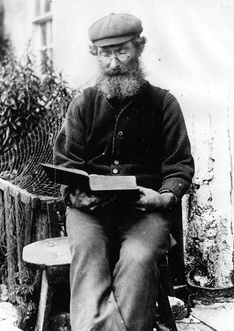
Edward Faragher, también conocido como Ned Beg Hom Ruy (y Edward Farquhar)

La literatura en manés es la hecha en lengua manesa, idioma celta hablado en la isla de Man. Los primeros testimonios escritos aparecieron en el siglo XVIII, aun cuando existía una tradición oral (como son los cantos dedicados al héroe local William Christian o Baase Illiam Dhone). 
Las primeras obras que aparecen eran de cariz religioso. El obispo Thomas Wilson (1698-1755) escribió y publicó los Coryrle sodjeh ("Principios y deberes cristianos", 1699-1707), devocionario protestante y uno de los primeros textos en manés moderno. Los textos más antiguos se encuentran en el libro Manannan Mac y Lherr, una historia de la isla de Man compuesta quizás en el siglo XVI que transcribe textos más antiguos, como el poema ossiánico Mannanan Beg Mac y Leirr gives. También en 1707 el cornuallés Edward Lluyd, padre de la filología céltica, publicó el primer tomo de su Archaealogia Britannica, donde incluye un puñado de palabras en manés. 
En 1748 se publicó en manés el Evangelio de San Mateo y en 1763 se tradujeron todos los evangelios gracias al impulso del cura James McLagan (1728-1804) y el obispo Mark Hildesley. Sin embargo, hasta 1819 no se publicó el Antiguo y Nuevo Testamento en manés con el título Yr chenn conaant, as yn conaant noa, reimpreso en Londres e inspirado en el que fue elaborado en Lunnyg (1775) por W. Walker. Walker ya había traducido desde el Génesis al Libro de Esther en 1771, y el Libro de Job y el Libro de Malaquías en 1773. 
En 1781 fue descubierta la balada ossiánica en manés Finn as Ossihn y en 1783 Joseph Bridson tradujo al manés el Pargys caillit (Paraíso perdido) de John Milton; hacia el 1794 compuso la Coontey Ghiare yeh Elllan Vannin (Pequeña historia de la isla de Man), que quedó inédita hasta que se imprimió en 1875.
En el siglo XIX se publicaron algunas gramáticas, pero en inglés. William Gill publicó An english and Manx dictionnary ("Un diccionario inglés y manés", 1866) de John Kelly (1750-1809), que había compilado un diccionario en tres lenguas: inglés, gaélico y manés, basado en el realizado por William Shaw en 1780 y A dictionnary of the Manks language ("Un diccionario de la lengua manesa", 1835) de Archibald Creegen (1774-1841). También se elaborarían y difundieron muchos himnos metodistas, así como antologías de Carvels ("Canciones") y Oie’l Verree ("Villancicos"), de tradición ossiánica, y la Carvalyn gailckagh (1891) y otros baladas manesas de A. W. Moore en 1896, editadas en los periódicos con dibujos de P. W. Caine. Además, el intelectual manés Edward Faragher (1831-1908), el último escritor nativo en manés, escribió desde 1901 en los diarios las Skealyn Aesop ("Patrañas de Esopo") y se editó la Manx Traditionary Ballad, una historia de la isla hasta 1507 donde se mezclan realidad y mito. Por otra parte, el folclorista y filólogo galés Iain Rhys (1840-1915) crearía la antología Celtic Folclore Welsh and Manx ("Folclore céltico galés y manés"). 
En 1911 se publicaría la antología Cooinaghtyn Mannihagh de John Clague (1842-1908). La última obra conocida es la novela Cooinaghtyn my Aegid as Cooinaghtyn Elley (1983) de John Gells, muerto en 1983. En 1984 se rodó una película totalmente en manés, Ny Kiree fo Niaghtey ("El carnero llano sobre la nieve"). En 1990 Brian Stowell publicó Contoyryssyn Ealish ayns Cheer ny Yindyssyn, una traducción del clásico de Lewis Carroll Alicia en el país de las maravillas.